# Las víctimas
Las víctimas é uma telenovela mexicana, produzida pela Televisa e exibida em 1967 pelo Telesistema Mexicano.

## Elenco
- Sergio Bustamante
- Alejandro Ciangherotti
- Lorenzo de Rodas
- Olga Morris